# L'Arbre du désir
Pour plus de détails, voir Fiche technique et Distribution.
L'Arbre du désir (titre original : Natvris xe / russe : Древо желания) est un film soviétique réalisé par Tenguiz Abouladze et sorti en 1977.

## Synopsis
Un village du Caucase, à la veille de la Révolution. La jeune Marita est amoureuse de Guedia, mais son père la marie à un homme riche. Lorsque Guedia revient au village, elle tombe dans ses bras. Humiliée, traînée en procession sur un âne, elle est ensuite lapidée. Guedia est tué. Autour de ces amants malheureux, gravitent des personnages hauts en couleur : un prédicateur anarchiste, une vagabonde excentrique à l'ombrelle et aux gants déchirés, un père de famille qui part à la quête de "l'arbre du désir"... « Abouladze est une sorte de douanier Rousseau saisi par la grâce du paysage géorgien et ivre de poésie insolite. »

## Fiche technique
- Titre du film : L'Arbre du désir
- Titre original : Natvris xe
- Réalisation : Tenguiz Abouladze
- Scénario : Revaz Inanichvili (ru), Tenguiz Abouladze, d'après les nouvelles de Gueorgui Leonidze
- Photographie : Lomer Akhvlediani - Couleurs
- Décors : Revaz Mirzachvili
- Musique : Bidzina Kvernadze (en), Iakob Bobokhidze
- Production : Kartuli Pilmi
- Durée : 107 minutes
- Pays d'origine :  Union soviétique/ Géorgie
- Date de sortie : 23 août 1977
- Genre : Film dramatique

## Distribution
- Lika Kavzharadze : Marita
- Soso Jachvliani : Guedia
- Zaza Kolelichvili (en) : Chete
- Kote Dauchvili (ru) : Tsitsikore
- Sofiko Chiaureli : Pupala
- Kakhi Kavsadze : Ioram
- Otar Meghvinetukhutsesi (ru) : Elioz
- Erosi Madjgaladze (ru) : Bumbula
- Ramaz Chkhikvadze (en) : le pope Okhrokhine
- Giorgi Gegechkori (ru) : Chachika
- Sesilia Takaichvili (en) : Maradia
- Temina Tuaeva : Nargiza

## Récompenses
- Auroch d'or de la mise en scène Festival de Téhéran 1977
- Prix spécial Festival de Karlovy Vary 1978
- Prix David De Donatello du meilleur film étranger diffusé en Italie 1979

## Commentaire
L'Arbre du désir est le volet central d'une trilogie entamée par Tenguiz Abouladze avec L'Incantation (1968) et achevée avec Le Repentir (1984). L'assertion du poète ami Vaja Pchavéla (1861-1915) - « La magnifique essence de l'homme ne peut mourir » - est encore au cœur de L'Arbre du désir : ici, l'obscurantisme, l'application de coutumes ancestrales ne peuvent endiguer « l'authenticité des émotions, la sincérité des passions humaines ».
L'Arbre du désir reflète enfin cette aspiration à adopter « un nouveau langage cinématographique, une nouvelle poétique, des moyens d'expression inédits ». Pour Tenguiz Abouladze, « il était intéressant de comprendre si l'on pouvait fusionner en un seul film parabole philosophique et conte populaire. La convention et le réalisme cru. »